# Köln Hauptbahnhof
Köln Hauptbahnhof (Köln Hbf) – główny dworzec kolejowy w Kolonii, w kraju związkowym Nadrenia Północna-Westfalia, w Niemczech. Położony tuż przy kolońskiej katedrze. Obsługuje 280 000 pasażerów i ponad 1 200 pociągów dziennie, należąc – obok Berlina, Hamburga, Frankfurtu nad Menem i Monachium – do największych i najważniejszych dworców kolejowych w Niemczech.
Początek ma tu linia kolei dużych prędkości prowadząca do Frankfurtu.
Köln Hbf jest największą stacją w Kolonii, nie obsługuje jednak wszystkich połączeń dalekobieżnych miasta. Dwie linie ICE obsługuje dworzec Köln Messe/Deutz, znajdujący się po prawej stronie Renu. Ma on pełnić w przyszłości rolę drugiego dworca głównego Kolonii. Pomiędzy dworcami planowana jest budowa szybkiego ruchomego chodnika przez Ren.

## Ruch kolejowy

### Przewozy dalekobieżne
Dworzec w Kolonii jest węzłem komunikacyjnym dla wielu linii Intercity-Express i sieci Intercity, które zwykle docierają do Kolonii co godzinę lub dwie. Ponadto na stację dojeżdzają pociągi pasażerskie ÖBB pod nazwą ÖBB Nightjet. Flixtrain rozpoczyna podróż do Berlina lub Hamburga.
Do większości dużych miast w Niemczech, a także w sąsiednich krajach na zachodzie, można dotrzeć w ciągu kilku godzin różnymi liniami dużych prędkości. Eurostar kursuje przez Akwizgran i Brukselę do Paryża, ICE International kursuje z Brukseli do Frankfurtu, oba szybkie pociągi kursują co godzinę.
NJ 421 i NJ 40421, a także NJ 491 i NJ 40491, które przyjeżdzają z Hamburga-Altony, są rozłączane i ponownie łączone w Norymberdze: NJ 421 biegnie razem z NJ 40491 do Innsbrucka, podczas gdy NJ 40421 kontynuuje do Wiednia z NJ 491. Umożliwia to cztery połączenia bez przesiadki z dwoma pociągami.
Stacja, obsługująca 403 planowe przyjazdy i odjazdy dziennie w ruchu dalekobieżnym, była najważniejszym węzłem w sieci Deutsche Bundesbahn w letnim rozkładzie jazdy w 1989 roku. Natomiast w 1996 r., obsługując 383 planowe przyjazdy i odjazdy dalekobieżne, była drugim co do ważności węzłem w sieci Deutsche Bahn (po dworcu głównym w Hanowerze).